# イェール・ピーボディ自然史博物館
座標: 北緯41度18分57秒 西経72度55分16秒 / 北緯41.31583度 西経72.92111度

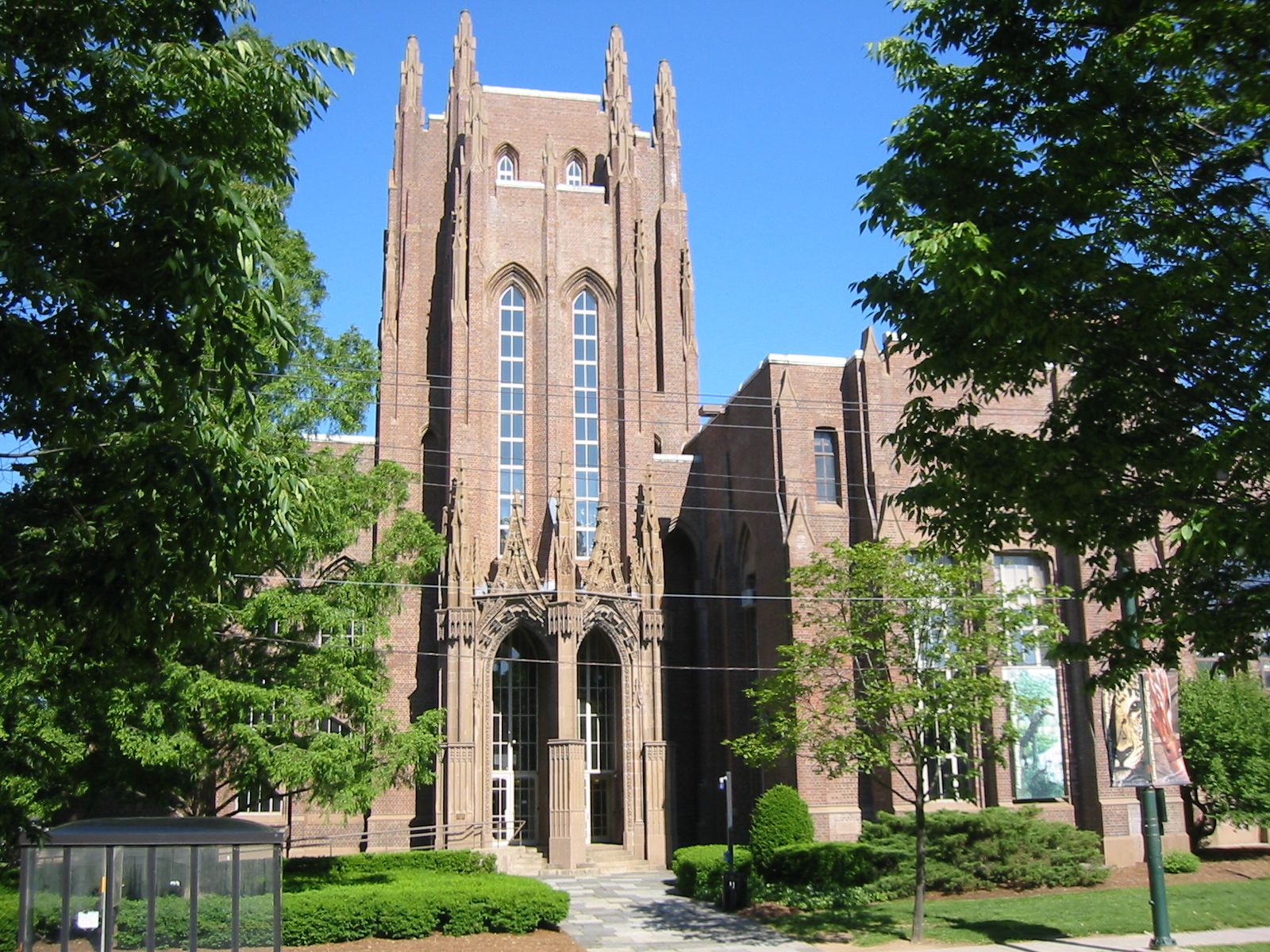
博物館の建物

イェール・ピーボディ自然史博物館（イェール・ピーボディしぜんしはくぶつかん、Yale Peabody Museum of Natural History、YPM）は、アメリカ合衆国コネチカット州ニューヘイブンにある、イェール大学附属の大学博物館。

## 概要
ピーボディ自然史博物館は生物学、地質学および人類学研究を通して地球に対する理解を深めることを目的とする。
恐竜の収集が最もよく知られるが、鳥類・昆虫・植物・鉱物などさまざまなコレクションを所蔵する。
人類学部門ではハイラム・ビンガムの収集したマチュピチュの資料などが保存されている。

## 歴史

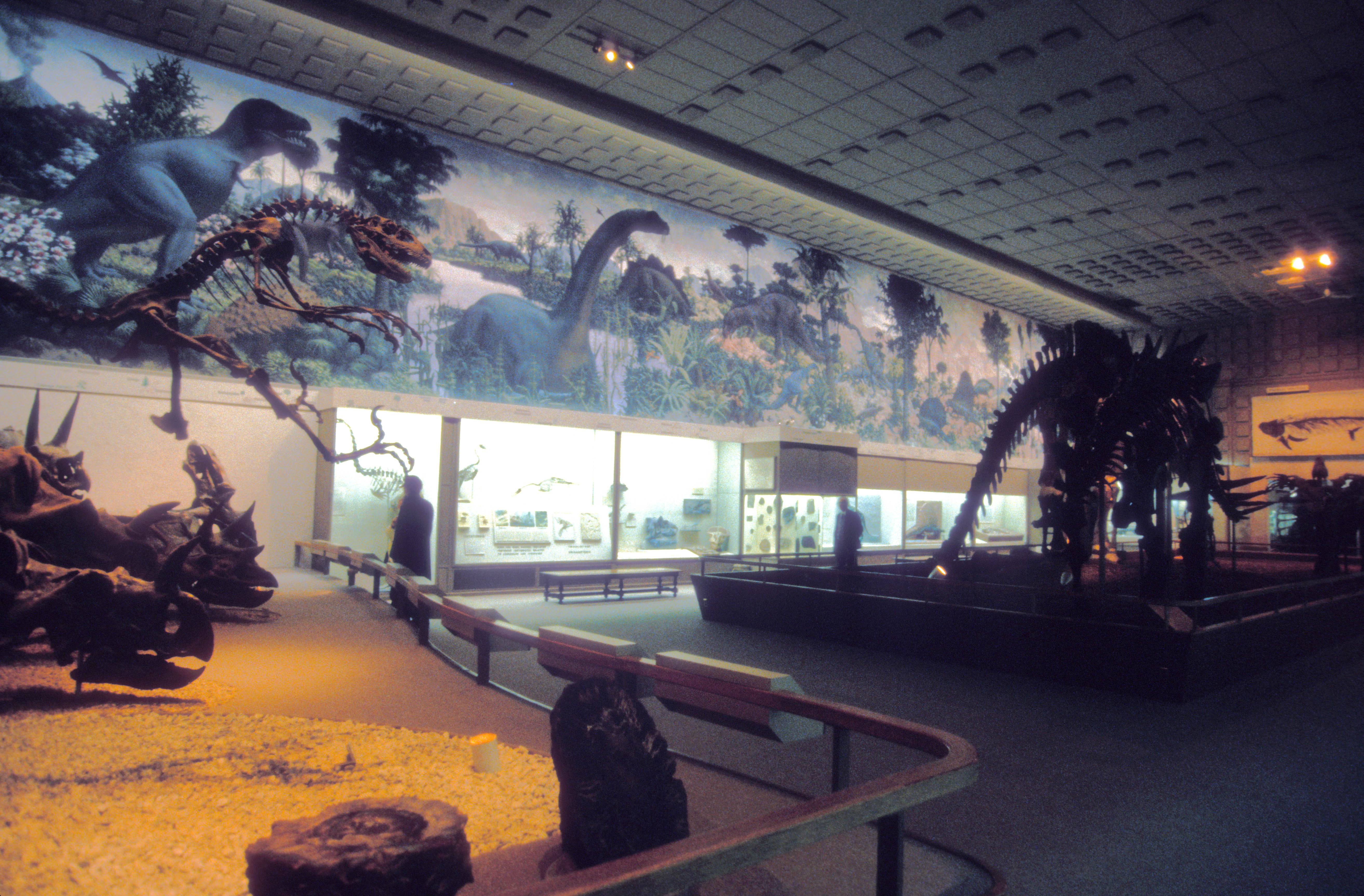
大ホールの恐竜の展示。壁画は1943年から1947年にかけて描かれた

銀行家で資産家のジョージ・ピーボディの甥であるオスニエル・チャールズ・マーシュは、1860年にイェール大学を卒業し、古生物学者として研究を続けた。当時ピーボディはその資産を世の役に立たせようと計画しはじめたが、マーシュはその計画にイェール大学を含めるように説得した。その結果、1866年にピーボディ自然史博物館が設立された。同年マーシュはイェール大学の古生物学教授に就任し、翌年博物館の初代キュレーターに就任した。1869年にピーボディが没するとマーシュはその遺産の多くを引きつき、その資産を使って大量の脊椎動物の骨や化石を収集した（化石戦争も参照）。
最初の博物館の建物は1876年に開館した。第一次世界大戦後の1924年に現在の建物が完成した。その後、マーシュによって収集されたブロントサウルスの骨格標本などが大ホールに飾られた。1947年には恐竜時代の巨大壁画『爬虫類の時代』が完成し、作者のルドルフ・ザリンガーは1949年のピューリッツァー賞を受賞した。
マーシュは1870年代に4回にわたってアメリカ合衆国西部の探検を率いた。その収集物は古生物だけでなく人類学・考古学・民族学的なコレクションを含んでおり、1902年に人類学部門が設立された。